# Liaoyuan
Liaoyuan (en chino, 辽源; pinyin, Liáoyuán) es una ciudad-prefectura en la provincia de Jilin, República Popular China. Limita al norte con Changchun, al sur con Tonghua, al oeste con Siping y al este con Yanji. Su área es de 5140 km² y su población total para 2010 superó los 1,17 millones habitantes. 

## Administración
La ciudad prefectura de Liaoyuan se divide en 4 localidades que se administran en 2 distritos urbanos y 2 condados rurales:
- Distrito Longshan (龙山区)
- Distrito Xi'an (西安区)
- Condado Dongfeng (东丰县)
- Condado Dongliao (东辽县)

## Historia
En 1902, el gobierno Qing estableció el condado Xian (西安) en esta región, que luego se convirtió al hoy distrito. Sin embargo, ese nombre es un duplicado de Xi'an, capital de Shaanxi. Su nombre se cambió a Liaoyuan en 1952, ya que el Río Liao se origina en esta región. De 1949 a 1954 fue parte de la provincia de Liaodong. Después de 1954, estaba bajo la jurisdicción de la Prefectura de Siping. Liaoyuan se convirtió en una prefectura en 1983.

## Economía
La minería del carbón es la principal economía de la región. Durante la ocupación japonesa desde 1931 hasta 1945, Liaoyuan fue el segundo más grande centro de la minería del carbón de Manchukuo, precedida solo por Fushun. Esta ciudad continuó produciendo cerca de 3 millones de toneladas de carbón cada año hasta mediados de 1990, después de que el agotamiento de los recursos de carbón llevó a la economía de esta ciudad a un punto casi muerto. Afortunadamente, la ciudad tuvo éxito en la transformación de su estructura económica de minera a una producción de luz. En la actualidad, la ciudad es el mayor centro de fabricación de calcetines en Manchuria. Además, el depósito de aluminio de MacBook Pro también se fabrica en esta ciudad.
Liaoyuán tiene una buena industria. Fue nombrada "Pequeña Shanghái" en 1960.

## Clima
| Parámetros climáticos promedio de Liaoyuan | Parámetros climáticos promedio de Liaoyuan | Parámetros climáticos promedio de Liaoyuan | Parámetros climáticos promedio de Liaoyuan | Parámetros climáticos promedio de Liaoyuan | Parámetros climáticos promedio de Liaoyuan | Parámetros climáticos promedio de Liaoyuan | Parámetros climáticos promedio de Liaoyuan | Parámetros climáticos promedio de Liaoyuan | Parámetros climáticos promedio de Liaoyuan | Parámetros climáticos promedio de Liaoyuan | Parámetros climáticos promedio de Liaoyuan | Parámetros climáticos promedio de Liaoyuan | Parámetros climáticos promedio de Liaoyuan |
| Mes                                        | Ene.                                       | Feb.                                       | Mar.                                       | Abr.                                       | May.                                       | Jun.                                       | Jul.                                       | Ago.                                       | Sep.                                       | Oct.                                       | Nov.                                       | Dic.                                       | Anual                                      |
| ------------------------------------------ | ------------------------------------------ | ------------------------------------------ | ------------------------------------------ | ------------------------------------------ | ------------------------------------------ | ------------------------------------------ | ------------------------------------------ | ------------------------------------------ | ------------------------------------------ | ------------------------------------------ | ------------------------------------------ | ------------------------------------------ | ------------------------------------------ |
| Temp. máx. abs. (°C)                       | 5                                          | 16                                         | 21                                         | 30                                         | 34                                         | 37                                         | 41                                         | 34                                         | 33                                         | 28                                         | 21                                         | 12                                         | 41                                         |
| Temp. máx. media (°C)                      | -7                                         | -2                                         | 6                                          | 16                                         | 22                                         | 27                                         | 28                                         | 28                                         | 23                                         | 15                                         | 3                                          | -5                                         | 12.8                                       |
| Temp. mín. media (°C)                      | -18                                        | -14                                        | -6                                         | 3                                          | 10                                         | 16                                         | 19                                         | 18                                         | 10                                         | 2                                          | -7                                         | -15                                        | 1.5                                        |
| Temp. mín. abs. (°C)                       | −32                                        | −29                                        | -18                                        | -10                                        | 1                                          | 5                                          | 10                                         | 10                                         | 0                                          | -8                                         | -26                                        | −29                                        | −32                                        |
| Precipitación total (mm)                   | 6                                          | 5                                          | 14                                         | 24                                         | 54                                         | 102                                        | 168                                        | 152                                        | 46                                         | 30                                         | 15                                         | 10                                         | 626                                        |
| Días de precipitaciones (≥ 0.01 mm)        | 0                                          | 1                                          | 3                                          | 7                                          | 12                                         | 13                                         | 14                                         | 12                                         | 8                                          | 6                                          | 3                                          | 0                                          | 79                                         |
| Días de nevadas (≥ 0.1 mm)                 | 6                                          | 4                                          | 4                                          | 1                                          | 0                                          | 0                                          | 0                                          | 0                                          | 0                                          | 0                                          | 4                                          | 7                                          | 26                                         |
| [cita requerida]                           |                                            |                                            |                                            |                                            |                                            |                                            |                                            |                                            |                                            |                                            |                                            |                                            |                                            |